# Bistum Tacna y Moquegua
Das Bistum Tacna y Moquegua (lat.: Dioecesis Tacnensis et Moqueguensis) ist eine in Peru gelegene römisch-katholische Diözese mit Sitz in Tacna.

## Geschichte
Das Bistum Tacna y Moquegua wurde am 18. Dezember 1944 aus Gebietsabtretungen des Erzbistums Arequipa als Bistum Tacna errichtet. Es wurde dem Erzbistum Arequipa als Suffraganbistum unterstellt. Am 11. Juli 1992 wurde der Name des Bistums Tacna in Bistum Tacna y Moquegua geändert.

## Bischöfe von Tacna y Moquegua
- Carlos Alberto Arce Masías, 6. Juli 1945–1957, dann Bischof von Piura
- Alfonso Zaplana Bellizza, 17. Dezember 1957 – 28. April 1973
- Oscar Rolando Cantuarias Pastor, 5. Oktober 1973 – 9. September 1981, dann Erzbischof von Piura
- Oscar Julio Alzamora Revoredo SM, 16. Dezember 1982 – 13. Februar 1991
- José Hugo Garaycoa Hawkins, 6. Juni 1991 – 1. September 2006
- Marco Antonio Cortez Lara, seit dem 1. September 2006

## Weblinks

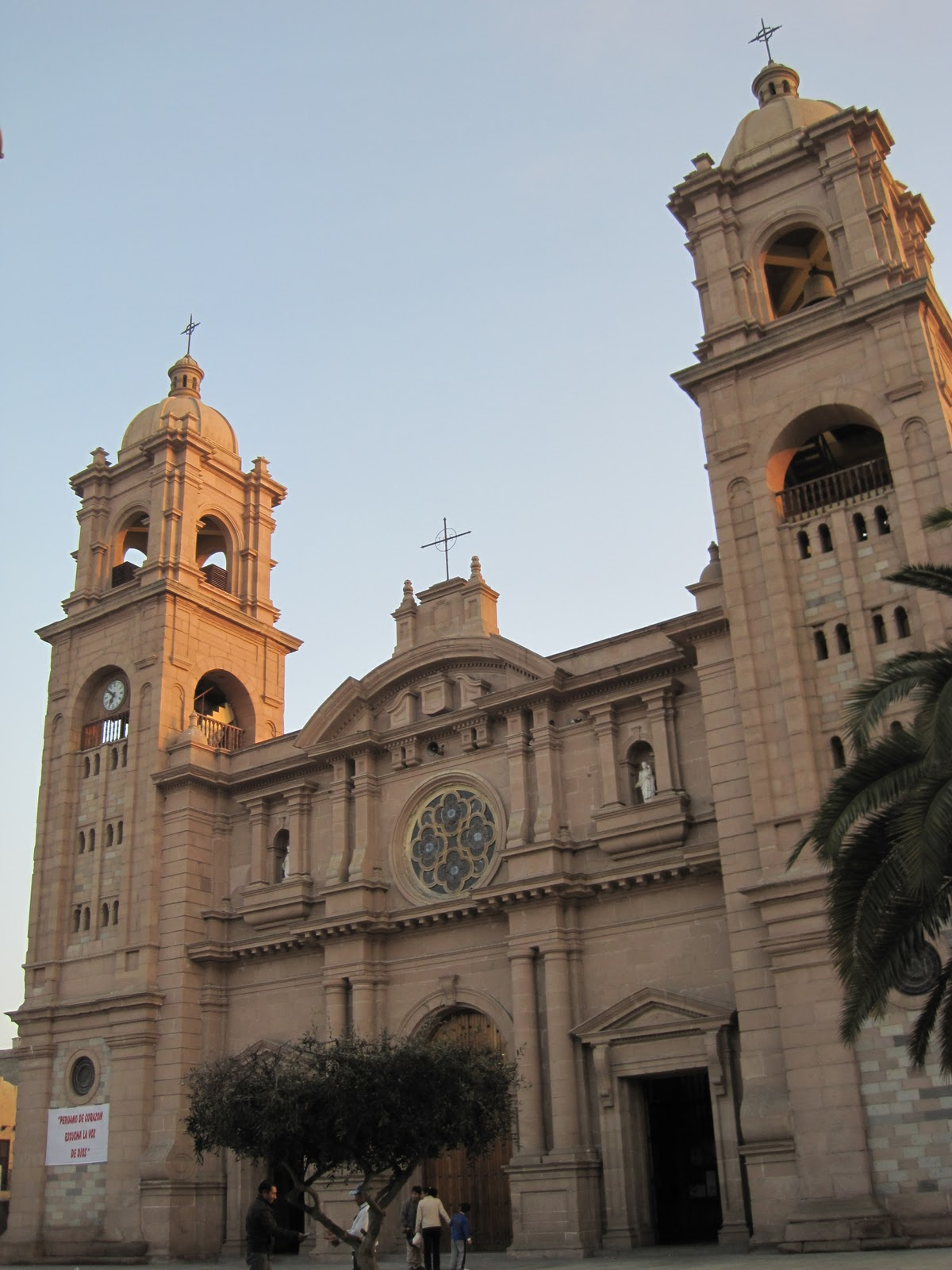
Kathedrale in Tacna